# ميرو
ميرو (بالألمانية: Mirow) هي بلدة ألمانية تقع في ألمانيا في مكلنبورغ فوربومرن. يقدر عدد سكانها بـ 4,144 نسمة .

## معرض صور

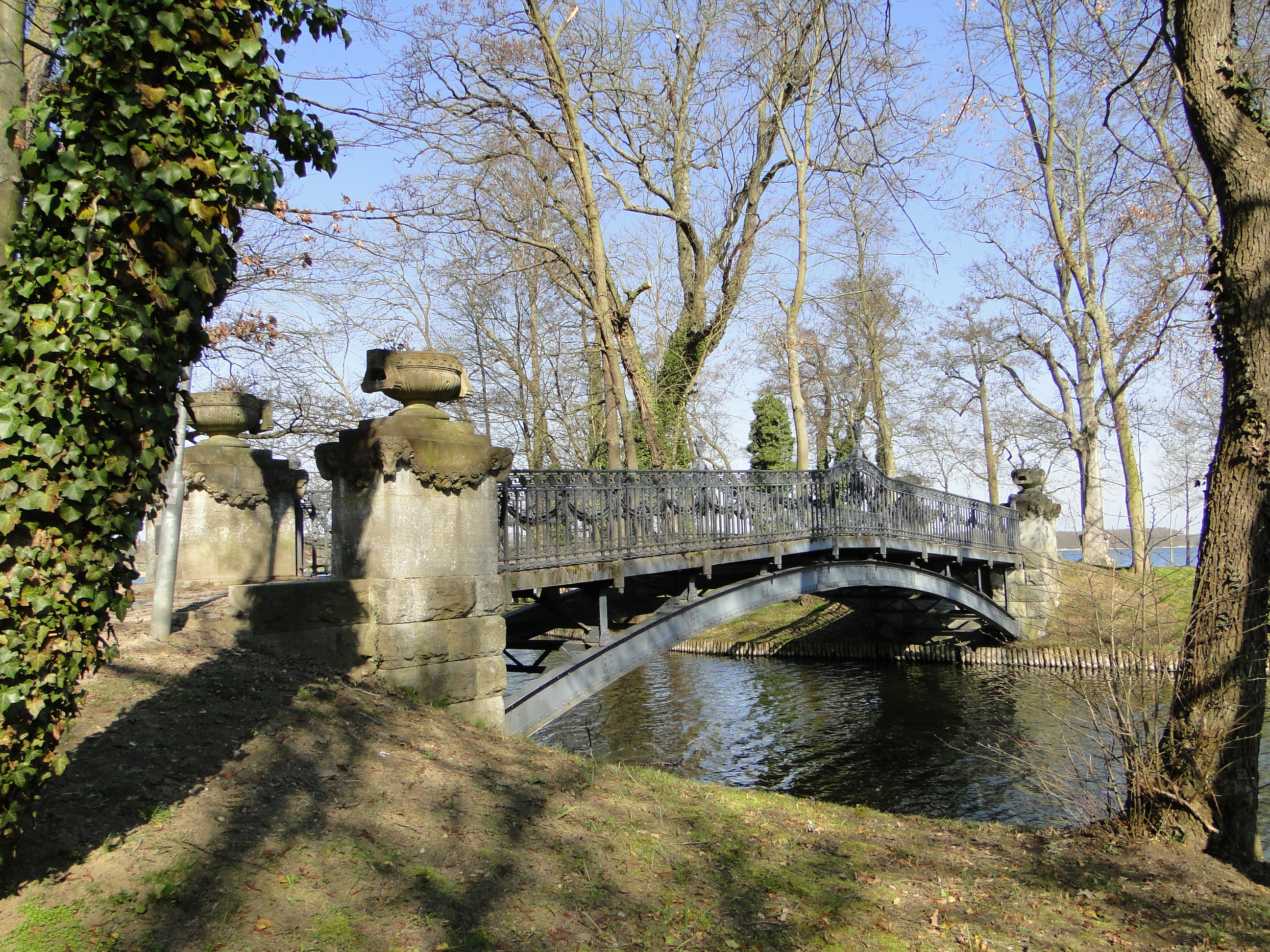
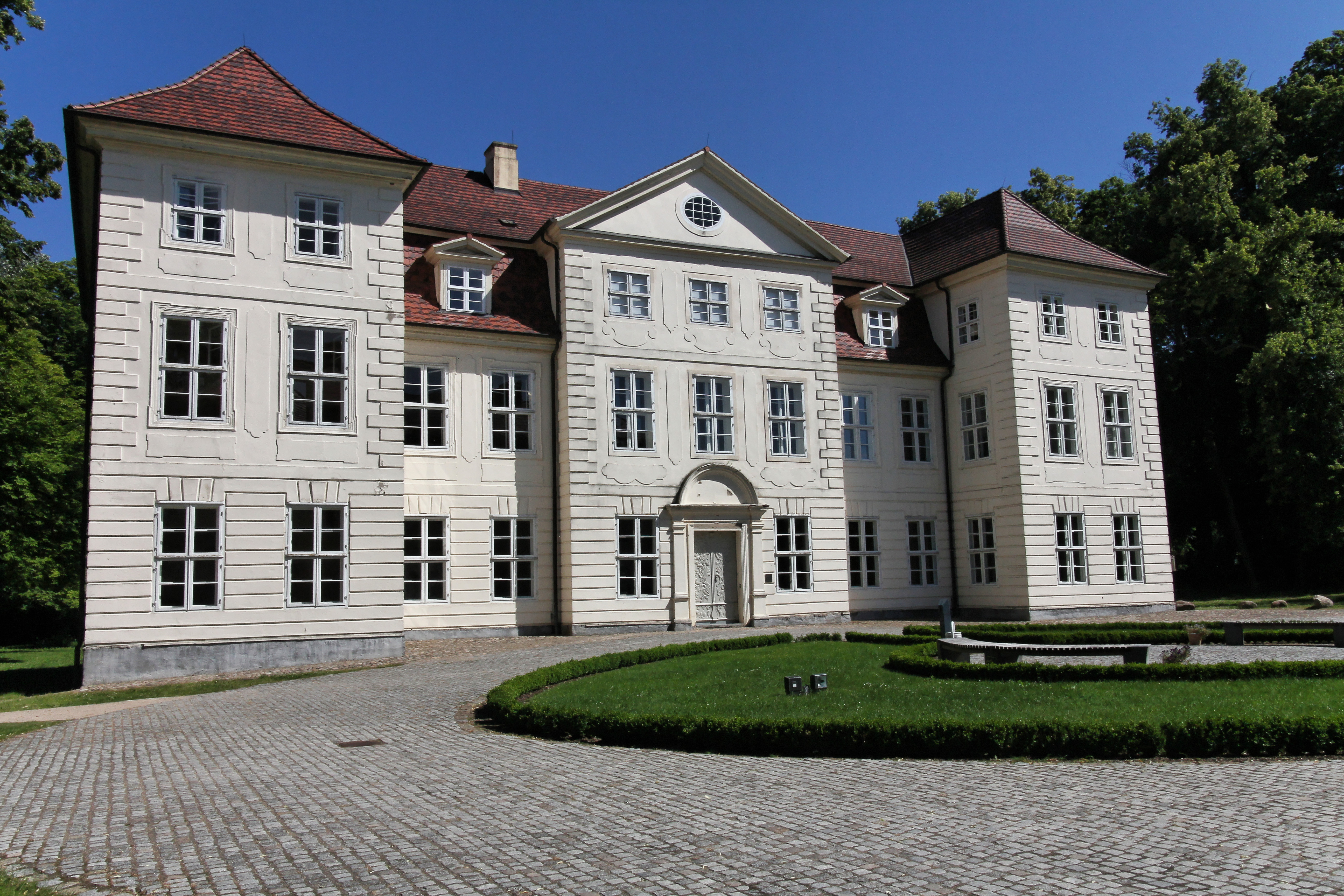
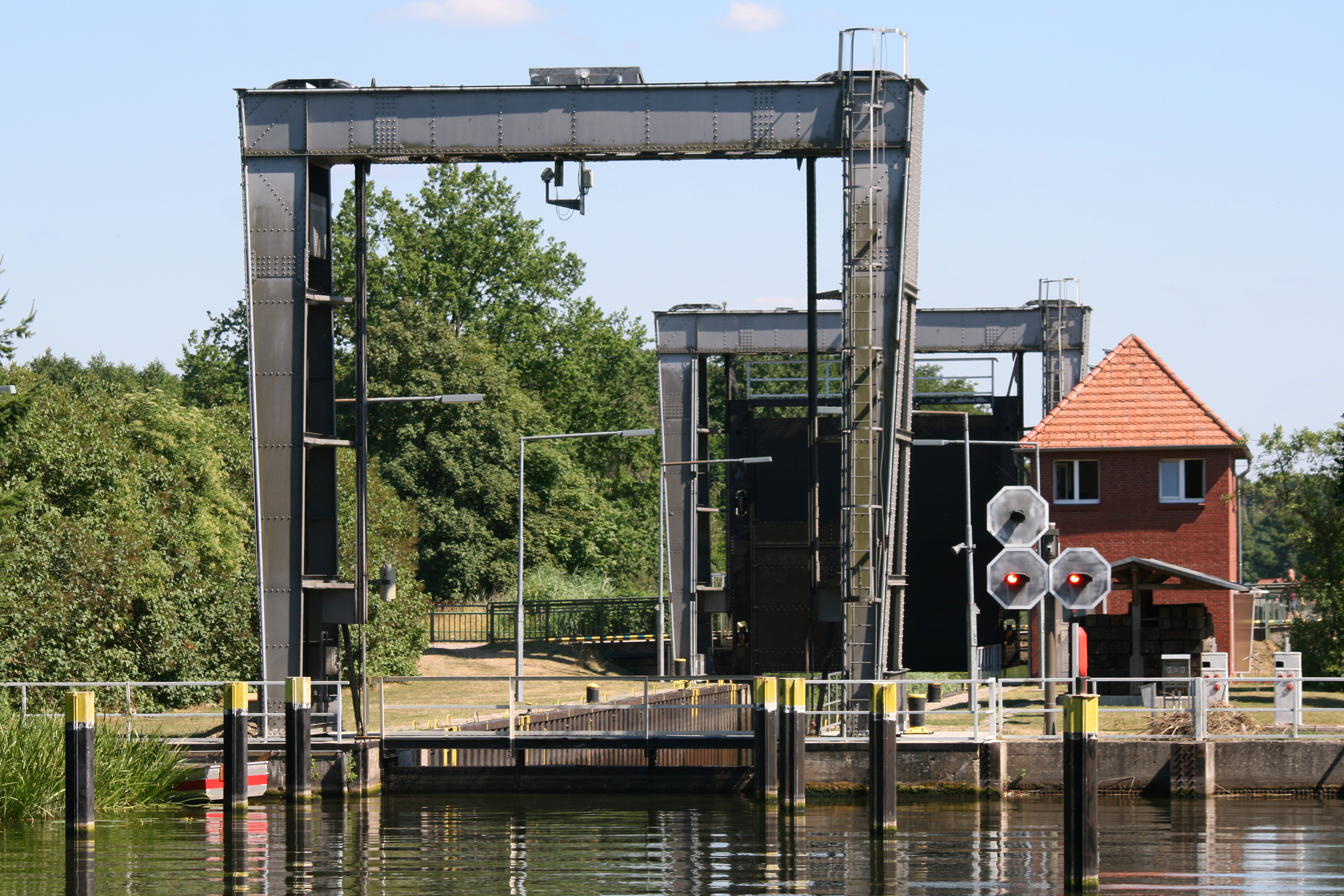
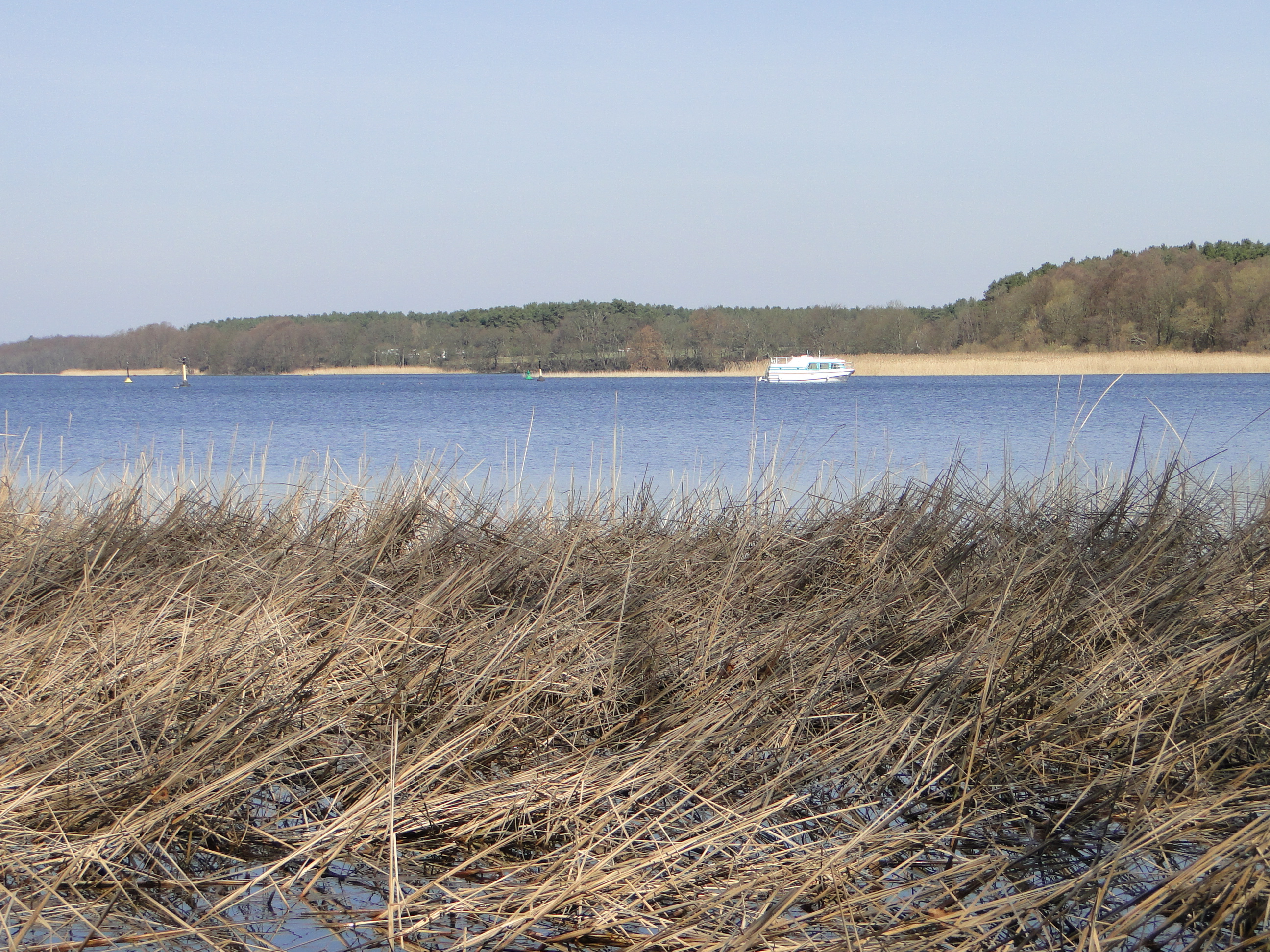
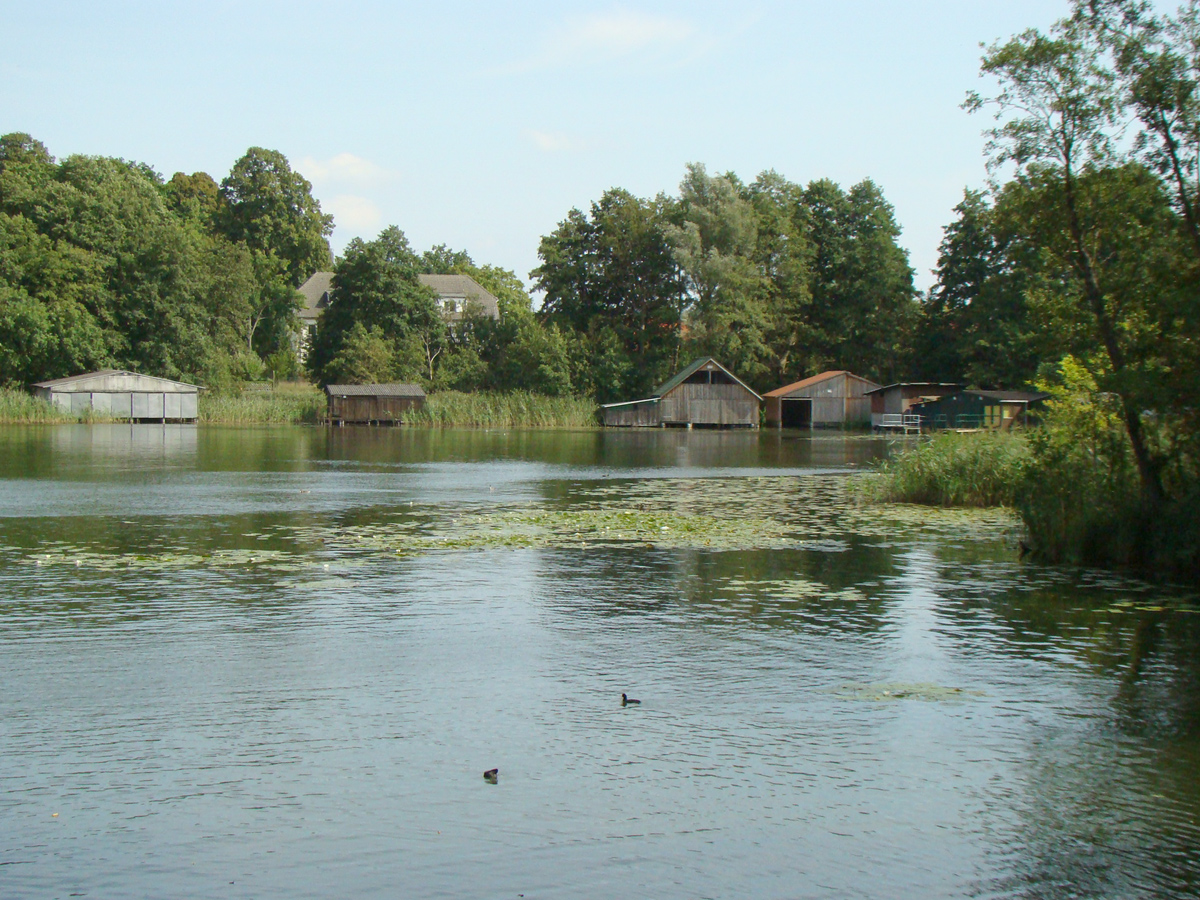
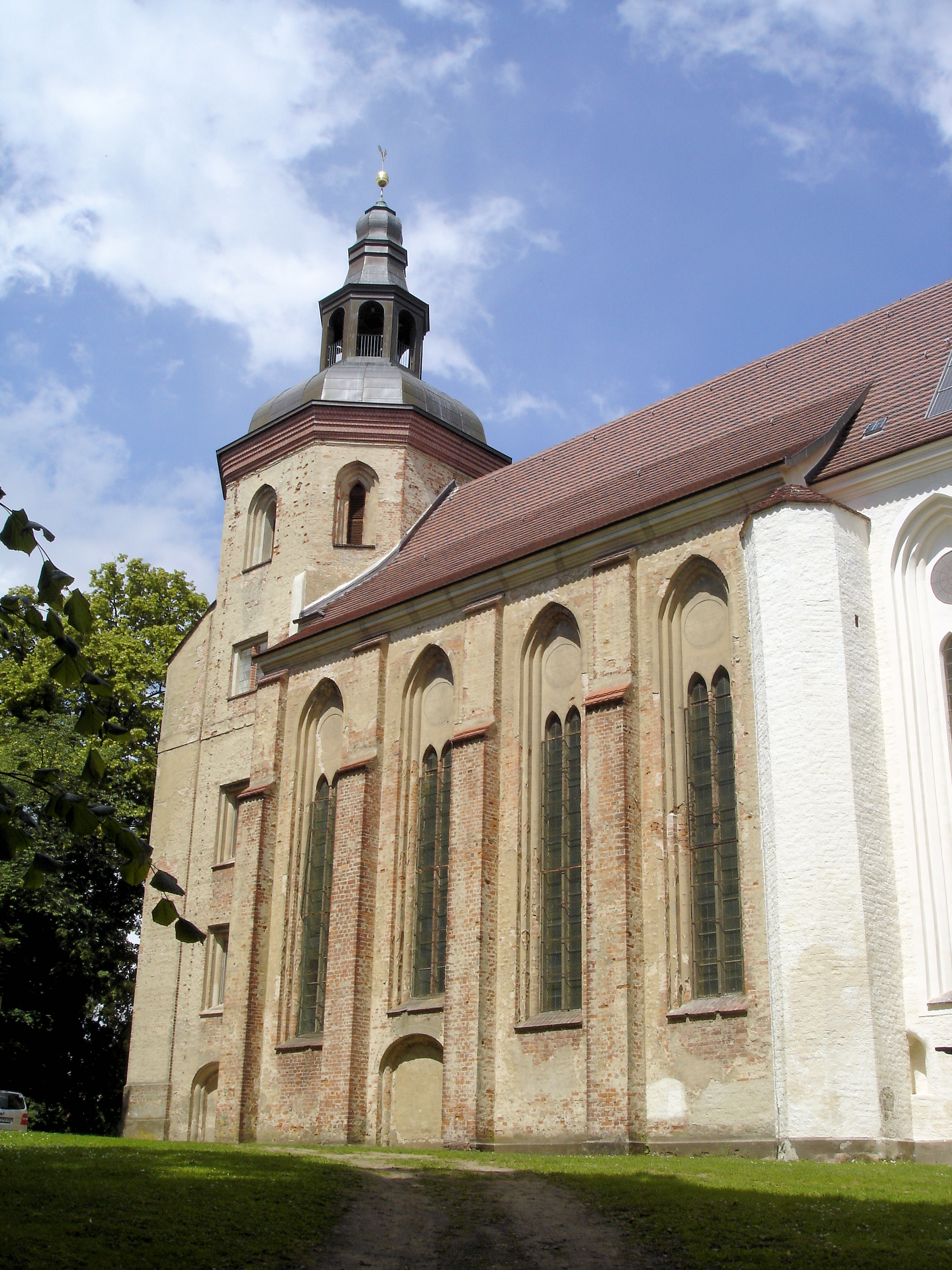

## أعلام
- أوغستا أميرة كامبريدج
- الدوق كارل من مكلنبورغ
- كارل الثاني دوق مكلنبورغ ستريليتس
- شارلوت من مكلنبورغ-ستريليتس